# 日本の十大発明家
日本の十大発明家（にっぽん/にほん の じゅうだい はつめいか）は、日本の発明家や発見者のうち著しい功績を上げた者を名数10（十大）にして顕彰した事蹟である。ここでは日本国政府によるものを挙げる。

## 概要
1930年（昭和5年）と1939年（昭和14年）に当時の代表的な発明家として選ばれた10名が、昭和天皇より宮中賜餐の栄を受けた。また日本の産業財産権制度百周年記念事業の一環として、1985年（昭和60年）の「発明の日」4月18日付けで特許庁が「十大発明家」を選定し、顕彰した。
選定の基準は技術的革新性や産業利用での貢献によるものと思われる。

## 受賞者一覧
各人には記載順はあっても順位付けは無く、恐らくは特許・実用新案番号が基準になっており、1985年（昭和60年）のものはその旨を明記している。技術(創作)の名称は1985年のみ情報があり、1930年、1939年は本稿編集者による補筆である。

### 1930年（昭和5年）
- 鈴木梅太郎 - 糠中ノ一成分アベリ酸ノ製造法（cf. ビタミンB1の発見と製造法）
- 杉本京太 -  タイプライター。
- 御木本幸吉 - 真珠素質被着法、真珠貝仔蟲被着器（cf. 真珠養殖技術）
- 山本忠興 - テレビジョン。
- 密田良太郎 - 水銀避雷器。
- 蠣崎千晴 - 牛疫ワクチン。
- 二代目 島津源蔵 - 蓄電池。
- 本多光太郎 - 特殊合金鋼 ー 磁性材料(永久磁石)KS鋼。
- 田熊常吉 - ボイラー。
- 丹羽保次郎 - 写真電送方式（cf. ファクシミリ#歴史、NE式写真電送機）

### 1939年（昭和14年）
- 三島徳七 - (件名不詳)（cf. MK鋼）
- 大河内正敏 - ピストンリング。
- 岡村金蔵 - 油母頁岩乾留法。
- 梅根常三郎 - 赤褐鉄鉱選鉱法。
- 棚橋寅五郎 - 無機薬品の製法。
- 安藤博 - 多極真空管。
- 浅尾荘一郎 - 光電管。
- 古賀逸策 - 水晶振動子。
- 岡部金治郎 - マグネトロン。
- 朝比奈泰彦 - ビタカンファー。

### 1985年（昭和60年）
1985年（昭和60年）の「発明の日」4月18日、日本における産業財産権制度が100周年を迎えたことを記念して、村田敬次郎（通商産業大臣）が委員長を務める工業所有権制度百周年記念行事委員会の下、特許庁が選定し顕彰した。選考には物理学者茅誠司（東京大学名誉教授）を始めとすると学識経験者が当たった。特許庁総合庁舎1階ロビーには、選定当日付けで設置されたレリーフが今も展示されている。各人に順位付けはなく、特許・実用新案番号の若い方から順に記載されている

。
- 豊田佐吉 - ［特許第1195号］木製人力織機（cf. 豊田式木製人力織機）。
- 御木本幸吉 - ［特許第2670号］養殖真珠。
- 高峰譲吉 - ［特許第4785号］アドレナリン。
- 池田菊苗 - ［特許第14805号］グルタミン酸ナトリウム。
- 鈴木梅太郎 - ［特許第20785号］ビタミンB1。
- 杉本京太 - ［特許第27877号］邦文タイプライター。
- 本多光太郎 - ［特許第32234号］KS鋼。
- 八木秀次 - ［特許第69115号］八木アンテナ。
- 丹羽保次郎 - ［特許第84722号］写真電送方式（cf. ファクシミリ#歴史、NE式写真電送機）。
- 三島徳七 - ［特許第96371号］MK磁石鋼。